# البرهان في تناسب سور القرآن
كتاب البرهان في تناسب سور القرآن، مؤلفه: أحمد بن إبراهيم بن الزبير بن محمد بن إبراهيم بن الزبير، أبو جعفر، الثقفي الغرناطي،  ولد سنة (627هـ) وتلا بالسبع على أبي الحسن الشاري وسمع منه ومن إسحاق بن إبراهيم الطوسي، توفي سنة (708هـ).
قال عنه ابن حجر: «وتصدر لإقراء كتاب الله تعالى وإسماع الحديث وتعليم العربية وتدريس الفقه عاكفا على ذلك عامة نهاره مثابرا على إفادة العلم ونشره انفرد بذلك وصارت الرحلة إليه وهو من أهل التجويد والإتقان عارفا بالقراءات حافظ للحديث مميز لصحيحه من سقيمه ذاكر لرجاله وتواريخهم متسع الرواية عني بها كثيرا».
الكتاب يتعلق ببيان مناسبات السور بعضها لبعض، فيذكر مناسبة كل سورة لما قبلها من سور القرآن الكريم، وقد مهد لذلك بمقدمة في بداية الكتاب وباب في التعريف بترتيب السور، وقد أبان المؤلف بنفسه عن موضوع الكتاب فقال: "فاقتصرت بحكم الاضطرار في هذا الاختصار على توجيه ترتيب السور، وإن لم أر في هذا الضرب شيئا لمن تقدم وغبر، وإنما بدر لبعضهم توجيه ارتباط آيات في مواضع مفترقات، وذلك في الباب أوضح، ومجال الكلام فيه أفسح وأسرخ.
أما تعلق السور على ما ترتب في الإمام، واتفق عليه الصحابة الأعلام فمما لم يتعرض له فيما أعلم، ولا قرع أحد هذا الباب ممن تأخر أو تقدم، فإن صلى أحد بعد فهذه الإقامة، أو أتمَّ فمرتبط حتما بهذه الإمامة".

## موضوع الكتاب
الكتاب يتعلق ببيان مناسبات السور بعضها لبعض، فيذكر مناسبة كل سورة لما قبلها من سور القرآن الكريم، وقد مهد لذلك بمقدمة في بداية الكتاب وباب في التعريف بترتيب السور، وقد أبان المؤلف بنفسه عن موضوع الكتاب فقال: "فاقتصرت بحكم الاضطرار في هذا الاختصار على توجيه ترتيب السور، وإن لم أر في هذا الضرب شيئا لمن تقدم وغبر، وإنما بدر لبعضهم توجيه ارتباط آيات في مواضع مفترقات، وذلك في الباب أوضح، ومجال الكلام فيه أفسح وأسرخ.
أما تعلق السور على ما ترتب في الإمام، واتفق عليه الصحابة الأعلام فمما لم يتعرض له فيما أعلم، ولا قرع أحد هذا الباب ممن تأخر أو تقدم، فإن صلى أحد بعد فهذه الإقامة، أو أتمَّ فمرتبط حتما بهذه الإمامة".

## كتب أخرى في تناسب السور
من الكتب المؤلفة في هذا الباب:
1. نظم الدرر في تناسب الآي والسور، لبرهان الدين البقاعي.
2. أسرار التنزيل للسيوطي.
3. تناسق الدرر في تناسب السور للسيوطي.[6]

## موضوعات الكتاب
ذكر المؤلف مقدمة في الكتاب، تكلم فيه عن الباعث للتأليف، وموضوع الكتاب. باب: التعريف بترتيب السور، ذكر فيه مسألة ترتيب السور هل هو بتوقيف من الشرع، أو باجتهاد من الصحابة؟ ثم بدأ يذكر سور القرآن سورة سورة.

## منهجه في الكتاب
1. يذكر مجمل ما ذكر في السورة، وكأنه يختصر موضوعات السورة.
2. يبدأ السورة بذكر ما يتعلق بالسورة السابقة والربط بينهما.
3. يذكر أحيانا أوجها عديدة في بيان المناسبة.
4. لا يقتصر على ذكر مناسبة السورة لما قبلها، بل يذكر ترابط السورة نفسها ومناسبة آخرها لأولها.

## طبعات الكتاب
1. طبعة دار ابن الجوزي، حققه: د.سعيد بن جمعة الفلاح، الطبعة الأولى 1428هـ.
2. طبعة وزارة الأوقاف والشؤون الإسلامية، تحقيق: محمد شعباني، طبع عام 1410هـ.